# Flocculus

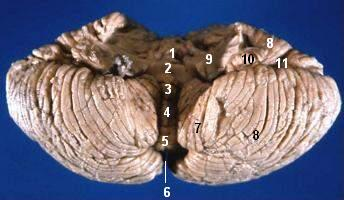
Lidský mozeček: pod číslem 10 je flocculus

Flocculus (množ. č. flocculi, též auriculae laterales či česky „ouška“) je párová struktura nacházející se po stranách mozečku. Je to součást evolučně prastaré části mozečku, tzv. vestibulárního mozečku (lobus flocculonodularis, archicerebellum), jež leží na spodní straně mozečku na straně přivrácené k mozkovému kmeni. Flocculi vybíhají přibližně ze střední části mozečku (z oblasti vermis) na pravou a levou stranu podél hemisfér mozečku. Ouška vznikají v ontogenezi dříve než vlastní tělo mozečku. Mají zřejmě velký vliv na funkci motorických neuronů, které ovládají okohybné svaly v oku.